# Шорт, Дороти
Дороти Шорт (англ. Dorothy Short, 29 июня 1915 — 4 июня 1963) — американская актриса, снимавшаяся в основном в малобюджетных вестернах и киносериалах в 1930-х и 1940-х годах.

## Биография
Родилась в городе Филадельфия, штат Пенсильвания. Первой крупной ролью в карьере Дороти стала роль Моны Эндрюс в фильме «The Call of the Savage» в 1935 году. До этого годом ранее она снялась в эпизодической роли одной из студенток в фильме «Студенческий тур». Это и была её дебютная роль, однако в титрах фильма актриса не была указана. В 1936 Шорт вышла замуж за Дэйва О’Брайена, актёра, с которым в этом же году снялась в малобюджетном дидактическом фильме «Косяковое безумие» . В 1937 году она играла в  фильме «Убийца молодёжи», также рассказывающем о вреде марихуаны.
В 1940-х она часто появлялась вместе с мужем в картинах, продюсированных Питом Смитом, где О’Брайен в основном играл главные роли. После их развода в 1954 году Шорт ушла из кинематографа. 
Она умерла в 1963 году в Лос-Анджелесе в возрасте 47 лет.

## Фильмография
| Год  |     | Русское название         | Оригинальное название         | Роль                   |
| ---- | --- | ------------------------ | ----------------------------- | ---------------------- |
| 1934 | ф   | Студенческий тур         | Student Tour                  | студентка              |
| 1935 | ф   |                          | The Call of the Savage        | Мона Эндрюс            |
| 1935 | ф   | Она вышла замуж за босса | She Married Her Boss          | девушка                |
| 1936 | ф   | Косяковое безумие        | Reefer Madness                | Мэри Лэйн              |
| 1936 | кор |                          | Melody in May                 | ученица средней школы  |
| 1936 | ф   | Больше, чем секретарь    | More Than a Secretary         | Энн                    |
| 1937 | ф   |                          | Brothers of the West          | Энни Уэйд              |
| 1937 | ф   |                          | The Mysterious Pilot          | Бабетта                |
| 1937 | ф   | Убийца молодёжи          | Assassin of Youth             | Марджори «Мардж» Барри |
| 1938 | ф   |                          | Start Cheering                | студентка              |
| 1938 | ф   | Сердце Аризоны           | Heart of Arizona              | Жаклин Старр           |
| 1938 | ф   |                          | The Singing Cowgirl           | Нора Прайд             |
| 1938 | ф   | Там, где бродит бизон    | Where the Buffalo Roam        | Лэдди Грей             |
| 1938 | ф   |                          | Wild Horse Canyon             | Джин Холл              |
| 1939 | ф   |                          | Code of the Cactus            | Джоан                  |
| 1939 | ф   |                          | Missing Daughters             | пчела                  |
| 1939 | ф   | Дочь Тонга               | Daughter of the Tong          | Мэрион Морган          |
| 1940 | ф   |                          | Phantom Rancher               | Энн Маркхэм            |
| 1940 | ф   |                          | Frontier Crusader             | Дженни Мэйсон          |
| 1940 | ф   |                          | Pony Post                     | Алиса Гудвин           |
| 1941 | ф   |                          | The Trail of the Silver Spurs | Нэнси Нордик           |
| 1941 | ф   |                          | Buzzy and the Phantom Pinto   | Рут Уэйд               |
| 1941 | ф   |                          | Spooks Run Wild               | Линда Мэйсон           |
| 1941 | ф   |                          | The Lone Rider Fights Back    | Джин Деннисон          |
| 1942 | ф   |                          | Bullets for Bandits           | Дакота Браун           |
| 1942 | ф   | Капитан Полночь          | Captain Midnight              | Джойс Эдвардс          |
| 1949 | кор |                          | How Come?                     |                        |
| 1951 | кор |                          | Fixin' Fool                   | жена                   |
| 1952 | кор |                          | Sweet Memories                | жена                   |